# Asahi-dake

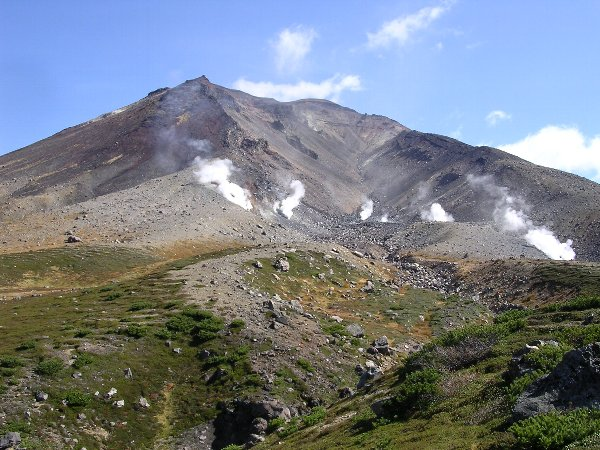
Asahi-dake

Asahi-dake és un estratovolcà inactiu al sud-est de la ciutat d'Asahikawa (Japó). Amb 2.290 metres es tracta del pic més alt de Hokkaido.